# Peguera (Calvià)
Peguera és un nucli turístic i residencial i una antiga possessió del terme de Calvià, a Mallorca. Està situat al litoral de Calvià, entre les Rotes Velles i el Camp de Mar, i s'estén al llarg de tres platges: la Romana, Torà i Palmira. Es pot considerar que és un enclavament mixt, entre residencial i turístic, atès que la població del cens és de 3.728 habitants. Celebra les festes patronals de l'1 al 3 de setembre.

## Topònim
Peguera és un derivat de pega, «substància molt viscosa que s'obté per destil·lació del quitrà vegetal procedent del pi negre» pel fet que durant molts d'anys hi hagué un obrador de pega, el qual es fabricava amb la resina dels nombrosos pins de la contrada.
Antigament havia rebut el nom de la Torrada.

## Història

### La possessió
Abans del desenvolupament turístic, Peguera era una gran possessió costanera, anomenada la Torrada, que tenia els orígens en una antiga alqueria islàmica i que, després de la conquesta, correspongué a Berenguer de Palou, bisbe de Barcelona, en les quals el segle xiv es formaria la Baronia del Pariatge. Fins al segle xviii apareix com a part del terme d'Andratx; més tard, passà a formar part del terme de Calvià, al qual pertany actualment.
Durant tota l'edat mitjana i fins al segle xx, l'aprofitament de les terres se centrava en la part interior, mentre que la costa romania poc explotada, atesa la presència d'un salobrar a la zona de la platja, que fins al segle xix foren focus d'infeccions i paludisme, a més del perill que suposaven els pirates. La costa de Calvià tenia una clara dependència de l'interior, i principalment era un lloc de pas de la gran ciutat de Mallorca o de la vila d'Andratx, i així la major part dels pobladors (amos de possessió, missatges, talaiers, roters, picapedrers, trencadors de marès…) generalment no eren del terme sinó d'altres indrets de Mallorca. Aquesta despersonalització i de dependència exterior va marcar moltíssim l'esdevenidor de Peguera i altres nuclis turístics, poc vertebrats i mantenguts units de manera forçada.
A les seves platges el rei Pere el Cerimoniós hi desembarcà el 1343 en l'expedició per recuperar el Regne de Mallorca per a la Corona d'Aragó.
A partir del segle xiv i fins al segle xix fou activa una fàbrica de pega, producte que es venia a la ciutat i d'allà s'exportava a diversos indrets, com ara els diferents ports mediterranis occitans. Amb el temps, aquesta condició generà el topònim de Peguera, que acabà per substituir l'antic de la Torrada. El 1860 Enric Warring adquirí la possessió de Peguera i inicià tot un seguit de millores que la convertiren en una propietat important en la producció agrícola mallorquina, especialment en garroves i tàperes. També bastí una casa, que anomenà Palmira, devora la platja que actualment rep aquest nom.

### La urbanització
Com a nucli urbà va sorgir a començament del segle xx, quan les famílies Rossinyol Sagranada i Roca Warring parcel·laren la possessió per primera vegada. Els primers hotels que s'hi establiren foren el Platges de Peguera (1928) i el Malgrat (1930). El 1958, Francesca Roca Warring va promoure la urbanització definitiva de la zona, que va conduir a la implantació del model de turisme de masses. Ja en ple desarrollismo, arribà molta d'immigració espanyola, especialment de Jaén i de Múrcia, que treballà primer en la construcció i després en la indústria del turisme que tot just s'havia instal·lat.
El nucli disposa d'aigua corrent i clavegueram de 1970 ençà.

## Les cases de la possessió
Les cases de l'antiga possessió estan situades cap a l'interior, vora la sortida 23 de l'autopista.

## Instal·lacions
El camp de futbol, convertit en poliesportiu el 1991, rep el nom des Pas de ses Llebres.

## Organitzacions i entitats
El 1969 es fundà el Club Artístic i Esportiu Peguera (en castellà, Club Artístico y Deportivo Paguera), una entitat lúdicoesportiva de finalitats culturals i amb diferents seccions esportives. L'any 1980 abandonà totes les seccions llevat de la de futbol, moment en el qual esdevengué un club dedicat exclusivament a la pràctica del futbol. L'any 1990 es fusionà amb els clubs de les veïnes Santa Ponça i Magaluf per a formar el CF Platges de Calvià.
Pocs anys més tard, es va fundar el Club Esportiu Peguera (en castellà Club Deportivo Paguera). El club assolí l'ascens a tercera el 2002 i el 2005; però, atesos els problemes interns del club i les dificultats per a atreure el públic, el club va decidir de vendre la plaça al CE Soledat i desaparèixer. El club vestia de verd i blanc, com el CADe, i també jugava al camp d'es Pas de ses Llebres.
Actualment el club que representa la localitat és l'Atlètic de Peguera, fundat poc més tard que el CE Peguera. Per ara no ha aconseguit arribar a la Regional Preferent de Mallorca.